# Далматинци
Појам Далматинци је полисемични (вишезначни) термин, који се јавља у две основне функције, као демоним или етноним. У функцији демонима, појам означава све становнике Далмације у њеном данашњем или историјском опсегу, као и особе које су родом или пореклом са далматинских простора, тако да представља израз регионалне, односно завичајне припадности. На другој страни, у функцији етнонима, појам је током историје употребљаван и као ознака за специфичне етничке скупине, као што су средњовековни далматински Романи, а такође се користи и за субетничко означавање припадника разних народа чији делови живе у Далмацији, као што су далматински Срби, далматински Хрвати или далматински Италијани.

## Историја
Током раног средњег века, на просторима тадашње византијске теме Далмације, која је обухватала само приморске градове и острва, живело је домаће романско становништво које је очувало сопствени етнички, језички и регионални идентитет. То су били далматински Романи (лат. Romani), потомци старог романизованог становништва са ширег подручја некадашње римске провинције Далмације. Током целокупног раздобља византијске власти, романски Далматинци (лат. Dalmatini), односно далматински Латини (лат. Latini), успели су да очувају свој идентитет, а њихов језик се из локалне далматинске варијанте латинског развио у специфичан далматоромански језик, који се на тим просторима одржао и током потоњих векова. Најзначајнија сведочанства о посебности романских Далматинаца током раздобља византијске власти оставио је цар и писац Константин Порфирогенит (945-959) у свом делу De administrando imperio.
У делима византијских историчара, појам Далматинци понекад је употребљаван не само за означавање романских Далматинаца, већ и словенских становника ширег далматинског залеђа, а првенствено тамошњих Срба, који су у архаизирајућем маниру византијске историографије означавани и као Далмати. Насупрот томе, изворни далматинско-романски идентитет одржао се у приморским градовима Далмације и током високог и позног средњег века, а један од најпознатијих Далматинаца из тог периода био је архиђакон Тома Сплићанин из 13. века, који је у свом историографском делу (Historia Salonitana) потенцирао далматинство, изражавајући се неповољно о Словенима.
Далматинске идентитетске одреднице имале су значајну улогу и током потоњег периода млетачке власти, која је на тим просторима потрајала све до краја 18. века.
Током 19. века, у тадашњој аустријској Далмацији су се упоредо са регионалним далматинским идентитетом развијала и три главна етничка идентитета: српски, хрватски и италијански. Сваки од поменутих народа доживљавао је свој регионални далматински идентитет на специфичан начин: Срби у контексту припадности јужних далматинских области средњовековној српској држави, Хрвати у контексту припадности северних далматинских простора средњовековној хрватској држави, а Италијани у контексту историјског наслеђа старе римске и потоње млетачке Далмације.
Концепт политичког далматинства и Далматинаца као посебне нације био је један од темеља политичког програма аутономашке странке у аустријској Далмацији током 19. века. Њени поборници су се противили уједињењу Краљевине Далмације са Хрватском и Славонијом, а такође су због супарништва између Аустроугарске и Италије имали специфичан однос према италијанском идентитету.
Међу Србима у Далмацији, како међу православцима, тако и римокатолицима, регионална приврженост далматинском завичају била је посебно изражена у северним областима аустријске Далмације, док су у јужним крајевима (Дубровник и Бока которска) постојали локални облици регионалног дубровачког и бокељског идентитета. У исто време и на истим просторима, хрватски национални покрет је настојао да промовише идеологију хрватског државног права која је тежила ка потпуној интеграцији Далмације и свих њених становника у хрватски етнички и политички корпус. Такве замисли су добиле на замаху током друге половине 19. века и почетком 20. века, упоредо са развојем и успоном хрватског правашког покрета.
У исто време, међу Далматинцима романског порекла временом је у потпуности преовладала италијанска струја, а снажан уплив културолошке италијанизације је управо током 19. века довео до изумирања старог далматороманског језика, тако су потомци некадашњих далматинских Романа, односно романских Далматинаца временом постали далматински Италијани.
Државне власти у Аустроугарској монархији и државама-наследницама нису класификовале Далматинце као засебну етничку групу. На пописима становништва у Југославији и Хрватској, особе које би као своју етничку, односно националну припадност навеле појам "Далматинац" завођене су као "регионално опредељене".